# Dada
Dada hoặc Dadaism là một phong trào văn hóa bắt đầu từ Zürich, Thụy Sĩ, trong thời kì thế chiến I và đạt đỉnh trong giai đoạn 1916-1922. Phong trào này chủ yếu liên quan đến nghệ thuật thị giác, văn học, thơ ca, tuyên ngôn nghệ thuật, lý thuyết nghệ thuật, sân khấu, thiết kế đồ họa, và tập trung vào chính trị chống chiến tranh thông qua việc loại bỏ các tiêu chuẩn hiện hành trong nghệ thuật bằng các công trình văn hoá chống nghệ thuật. Mục đích của nó là để chế giễu những thứ mà những thành viên của phong trào này xem là vô nghĩa về thế giới hiện đại. Ngoài phản chiến ra, dada cũng có tính chất chống tư sản và chủ nghĩa vô chính phủ.
Các hoạt động của Dada bao gồm các cuộc tụ họp công cộng, các cuộc biểu tình, và xuất bản các tập san nghệ thuật/văn học, chính trị và văn hóa đã được chọn làm chủ đề thường được thảo luận trong một loạt các phương tiện truyền thông. Phong trào này về sau gây ảnh hướng đối với các phong trào âm nhạc trung tâm thành phố và avant garde, các nhóm bao gồm cả chủ nghĩa siêu thực, Nouveau réalisme, nghệ thuật pop, Fluxus và punk rock.